# مارک کینتسل
مارک کینتسل (چکی: Marek Kincl؛ زادهٔ ۳ آوریل ۱۹۷۳) بازیکن فوتبال اهل جمهوری چک بود.
از باشگاه‌هایی که در آن بازی کرده‌است می‌توان به باشگاه فوتبال ویکتوریا ژیژکوف، باشگاه فوتبال بلشانی، دوکلا پراگ، باشگاه فوتبال اسپارتا پراگ، باشگاه فوتبال زنیت سن پترزبورگ، باشگاه فوتبال فاستاو زلین، باشگاه فوتبال هرادتس کرالووه، باشگاه فوتبال راپید وین، و باشگاه فوتبال اسلوان لیبرتس اشاره کرد.
وی همچنین در تیم‌های ملی فوتبال زیر ۲۱ سال جمهوری چک و جمهوری چک بازی کرده‌است.